# Karl Erjavec
Karl Viktor Erjavec (nacido el 21 de junio de 1960) es un abogado y político esloveno que fue ministro de Asuntos Exteriores de Eslovenia desde 2012. Erjavec es el presidente del Partido Democrático de Pensionistas de Eslovenia desde el 2005. Fue ministro de Defensa desde el 2004 hasta el 2008 y ministro de Medio Ambiente y Planificación Territorial desde el 2008 hasta el 2010.

## Primeros años de vida - Carrera como funcionario público
Erjavec nació en Aiseau, Bélgica, en una familia de inmigrantes eslovenos. Se radicó en Eslovenia en 1972, en ese entonces República Federal Socialista de Yugoslavia (RFSY), cuando su familia volvió a su país de origen. Se graduó en Derecho en la Universidad de Liubliana en 1985 bajo la supervisión del reconocido experto legal Rajko Pirnat. Entró en el servicio público después de la democratización en 1990, cuando las nuevas autoridades municipales de la ciudad de Kranj lo nombraron jefe de la administración local. En 1993, se unió al Partido Demócrata Cristiano Esloveno. Entre 1995 y el 2000, prestó servicios como secretario del Defensor de los derechos del ciudadano, Ivo Bizjak, un colega de su partido. En el 2000, cuando Bizjack fue nombrado ministro de Justicia en el gobierno de centro -izquierda de Janez Drnovšek, Erjavec se convirtió en secretario del Ministerio. Durante este período, adquirió gran popularidad por sus acciones contra la corrupción en el sistema de justicia.
En el 2000, los Demócratas Cristianos Eslovenos se unieron con el Partido Esloveno Popular, y Erjavec fue miembro del segundo partido hasta el 2004. Cuando el Partido Popular Esloveno abandonó a Anton Rop antes de las elecciones parlamentarias del 2004, Erjavec abandonó el partido y se unió al Partido Liberal Democrático de Eslovenia, posteriormente el mayor partido de coalición.

## Carrera política
Justo antes de la elección parlamentaria del 2004, Erjavec se unió al Partido Democrático de Pensionistas de Eslovenia. Ese mismo año, fue elegido miembro de la Asamblea Nacional de Eslovenia. Cuando su partido se unió a la Coalición del gobierno de centro derecha de Janez Janša, Erjavec es nombrado ministro de Defensa.En el 2005 , fue elegido Presidente del Partido Democrático de Pensionistas. Después de las elecciones parlamentarias del 2008, el partido entró en el gobierno de coalición de izquierda de Borut Pahor, y Erjavec fue nombrado ministro de Medio Ambiente y Planificación Territorial.
El 26 de enero del 2010, Erjavec anunció su renuncia en la Asamblea Nacional, y el 27 de enero del 2010, finalizó su función oficialmente por carta como primer ministro. Esto sucedió después de varios meses de presiones políticas relacionadas principalmente con la demanda de la Corte de Auditoría de la República de Eslovenia de la renuncia de Erjavec, al no poder lograr elaborar un programa efectivo para el aprovechamiento de residuos.
Su renuncia fue válida a partir del 2 de febrero del 2010, después de que el primer ministro le informó a la Asamblea Nacional sobre su renuncia. El 12 de febrero del 2010, Erjavec fue sucedido por Roko Žarnić. En enero del 2011, Žarnić dijo que su predecesor no tuvo el tiempo suficiente para solucionar el tema del reciclaje de residuos.
En diciembre del 2011, fue elegido diputado de la Asamblea Nacional. En febrero del 2012, fue designado ministro de Asuntos Exteriores en el gobierno de coalición de centro-derecha de Janez Janša.